# Escravidão sexual (BDSM)

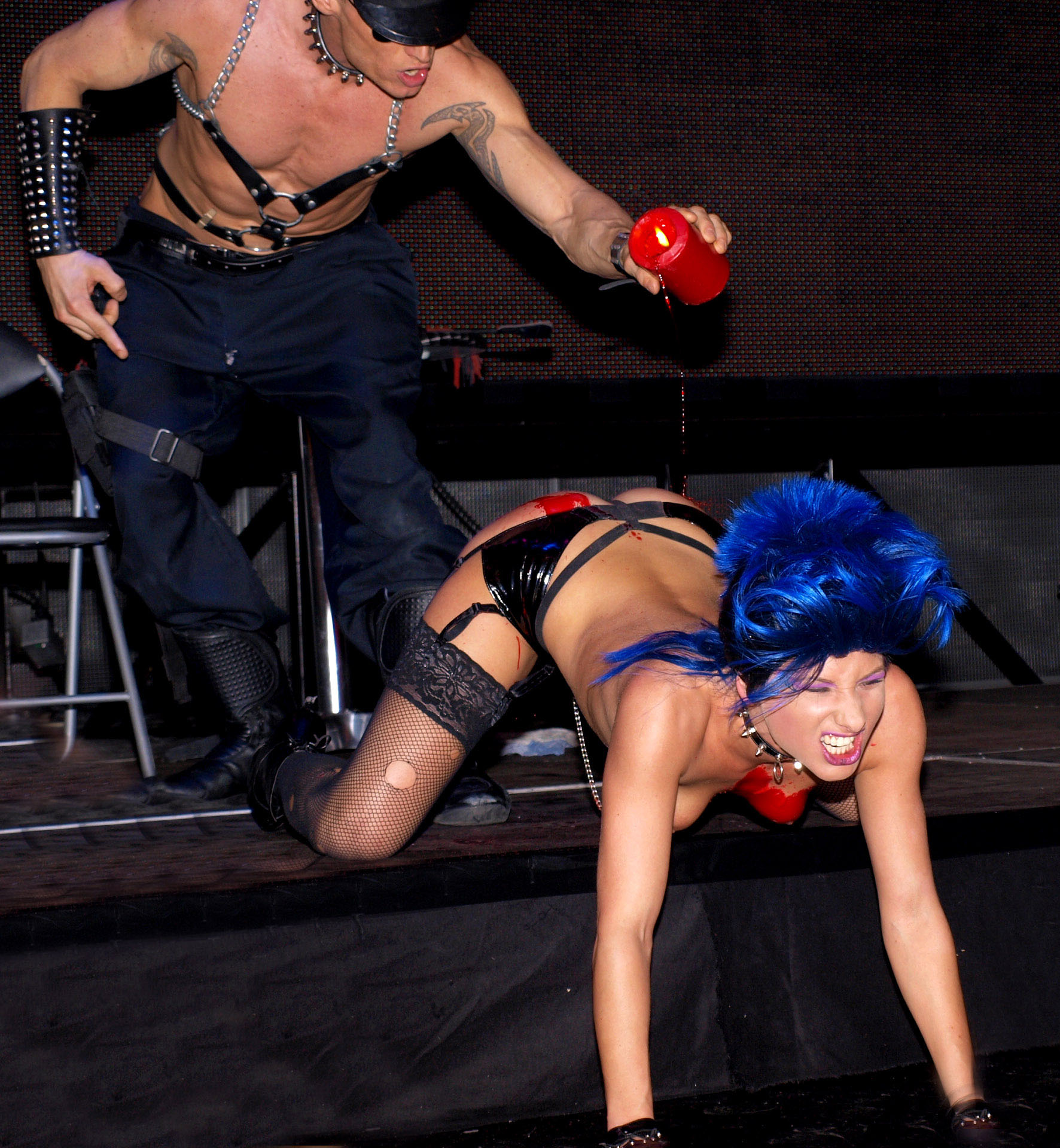
Um maledom derramando cera quente sobre as nádegas de uma mulher, cujo seio já está coberto de cera, no Eros Pyramide 2009

No BDSM, Mestre/escravo, M/e ou escravidão sexual é um relacionamento no qual um indivíduo serve a outro em uma relação estruturada de troca consensual de autoridade. Diferentemente das estruturas dominantes/submissos encontradas no BDSM, nas quais o amor frequentemente é o valor central, o serviço e a obediência costumam ser os valores fundamentais nas estruturas de Mestre/escravo.
Os participantes podem ser de qualquer gênero ou orientação sexual.
A relação utiliza o termo “escravo” devido à associação do vocábulo com os direitos de propriedade de um mestre sobre o corpo de seu escravo, seja como Propriedade ou como bem móvel.
Enquanto os mestres masculinos geralmente são denominados “Master”, a forma de tratamento para as mestras pode ser “Master” ou “Mistress”, dependendo de se elas se identificam com a Subcultura do couro ou com o caminho do BDSM, ou ainda por mera preferência.:27–30
A escravidão sexual, em contexto BDSM, é tanto uma fantasia sexual quanto um jogo de papéis sexual.
O mestre ou a mestra pode ser qualquer pessoa ou grupo, embora a maioria dessas relações seja composta por um dominante único ou por um casal dominante comprometido, que possui um ou mais escravos. Tanto o escravo quanto o proprietário, assim como os demais envolvidos na relação, podem ser de qualquer gênero, identidade ou orientação sexual.
A relação Mestre/escravo (ou proprietário/propriedade) é consensual, sem a força legal da escravidão histórica ou moderna não consensual, a qual é proibida pelas leis da maioria dos países.

## Terminologia

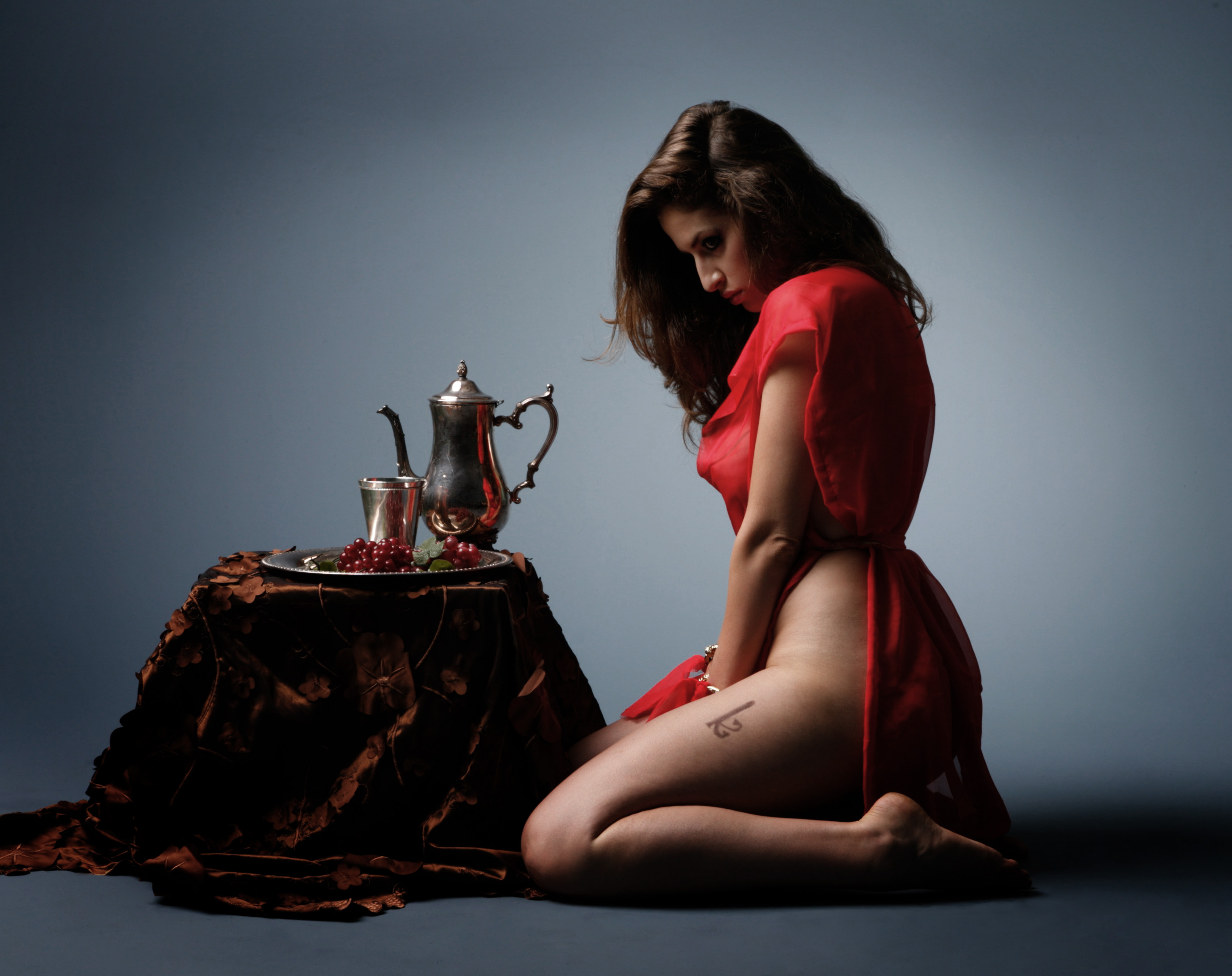
Modelo vestida como a escrava fictícia Kajira dos romances Gor de John Norman

O termo “escravo” é utilizado em vez de “escravo sexual” porque o sexo não é um componente necessário à escravidão consensual. No BDSM, um escravo é um tipo específico de submisso. Nem todos os submissos são escravos, embora, normalmente, todos os escravos sejam considerados submissos na relação.
Contudo, alguns que se autodenominam “escravo” podem ser submissos apenas em um contexto ou atividade sexual, enquanto outros exercem a submissão em outros ou em todos os aspectos da relação, denominados, respectivamente, “escravo sexual” ou “escravo”.

## Escravo
Fora da comunidade BDSM, a relação Mestre/escravo é, por vezes, considerada uma forma de escravidão sexual consensual. No BDSM, um escravo é um tipo específico de submisso.
A relação Mestre/escravo refere-se à interação entre os indivíduos envolvidos e não requer, necessariamente, a prática de atos específicos — sexuais ou não — embora a atividade sexual seja geralmente um aspecto da relação. O aspecto sexual pode ser convencional, e não necessariamente BDSM. Um escravo também pode ser um masoquista ou bottom, mas isso nem sempre ocorre.
Alguns participantes consideram a relação como jogo de papéis sexual, enquanto outros ingressam nessa dinâmica com base em um estilo de vida submisso altamente comprometido e de longo prazo.

## Símbolos e rituais
Diversas formas de simbolismo são, por vezes, utilizadas para afirmar a relação de proprietário/escravo. Entre elas, destacam-se o uso da coleira do proprietário, o registro em cadastro de escravos, a adoção (por vezes com alteração legal) de um nome escolhido pelo proprietário e a realização de uma declaração pública ou cerimônia ritualizada.
Algumas pessoas elaboram um contrato de escravidão que define a relação de maneira explícita. Esses contratos podem abordar arranjos domésticos (como questões de limpeza e tarefas domésticas) e assuntos de Relação interpessoal (como deferência, linguagem, etc.), além dos aspectos sexuais. Normalmente, prevê-se que o Mestre ou a Mestra detenha autoridade exclusiva sobre todos os assuntos relativos ao corpo e comportamento do escravo, incluindo vestuário, relações sociais fora do arranjo, entre outros. Embora tais contratos não tenham força legal como os Contratos legais, podem ser úteis para definir, por escrito, os limites do arranjo entre as partes e para documentar o caráter consensual da relação.
Em alguns rituais tradicionais, após a assinatura de um contrato de escravidão, o compromisso com a relação é celebrado por meio de uma cerimônia de colar, que pode ser simples ou elaborada, geralmente na presença de amigos convidados. O escravo, então, passa a usar uma coleira para declarar publicamente sua subjugação e a propriedade do Mestre ou da Mestra. Essa coleira pode ser um acessório de pescoço, ou ainda um bracelete ou outra joia que simbolize o status de escravo. Normalmente, a coleira não é removida, exceto por motivos práticos, como exigências médicas ou de segurança, a menos que a relação seja dissolvida; entretanto, o escravo pode ser autorizado a usar uma peça mais discreta fora de casa — por exemplo, durante o trabalho ou em situações sociais nas quais a exibição de uma coleira possa causar desconforto. Em algumas situações, a coleira pode ainda ser fixada ao submisso por meio de um cadeado, combinação ou outro dispositivo, a fim de enfatizar ainda mais a autoridade e o controle do Mestre ou da Mestra sobre o escravo/submisso.

## Treinamento de escravos
Treinamento de escravos é uma atividade no BDSM que, geralmente, envolve uma troca consensual de poder entre duas pessoas que assumem os papéis de mestre ou mestra e de escravo. O objetivo é modificar o comportamento do escravo de forma a agradar o Mestre ou a Mestra, por exemplo, treinando-o a seguir um conjunto de regras ou comandos estipulados pelo dominante.
Alguns Mestres/Mestras adotam uma abordagem holística para a manutenção e o desenvolvimento a longo prazo de seu escravo, utilizando modelos como a Hierarquia das necessidades de Maslow.

## Natureza da relação

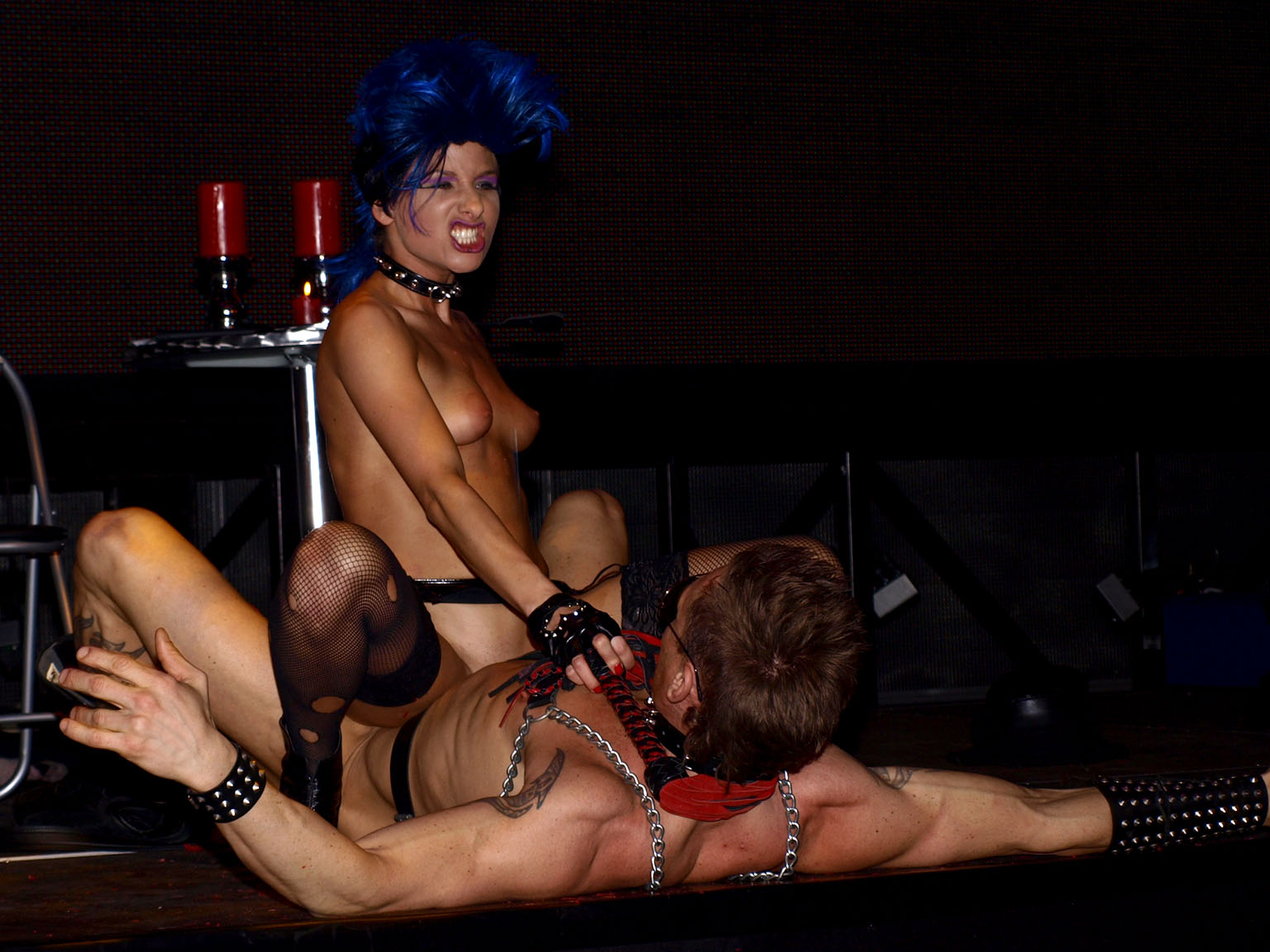
Uma mestra e seu escravo masculino se apresentam para o público em um Espetáculo sexual de 2009, na Áustria.

A escravidão sexual é uma troca consensual de poder do submisso para o dominante, embora o grau de renúncia à discricionariedade possa ser limitado e revogável a qualquer momento.
Os tipos de atividades que se espera que o escravo desempenhe são, geralmente, definidos previamente e, por vezes, detalhados em um contrato de escravidão, documento que, embora possua valor e indicação social, não tem força legal, e que expõe os desejos, limites e expectativas das partes. Costuma-se esperar que o escravo realize funções de cunho sexual, embora muitas dinâmicas relacionais também sejam negociadas de forma clara — abrangendo vestuário, dieta, restrições na fala, assuntos domésticos e horários — podendo os detalhes ser deixados a critério do Mestre ou da Mestra.
Normalmente, são estabelecidas expectativas claras quanto a se o casal será monogâmico ou poliamoroso, e se haverá permissão ou expectativa de interação sexual com terceiros. Caso contrário, espera-se que um escravo sexual exerça diversas funções típicas de um escravo/submisso, como usar roupas bastante reveladoras, ser compartilhado, utilizar uma coleira de escravo ou guia, participar de atividades de S&M ou de bondage.
Uma “relação” Mestre/escravo é, frequentemente, de longo prazo, comparável em duração às relações convencionais, enquanto uma “relação” Dominante/submisso pode ter a mesma duração ou ser mais breve – podendo durar apenas o tempo de uma cena, por exemplo, que pode variar de alguns minutos a horas.
Dependendo do contrato e se o escravo estiver disposto a não ser monogâmico, este pode ser “negociado” ou trocado pelo seu Mestre/Mestra, com facilitação por meio de eventos em clubes de sexo, anúncios em revistas de interesse BDSM ou redes sociais na internet.
Comumente, diz-se que um escravo está “coleirado” se a relação se tornar suficientemente séria a ponto de que o escravo conquiste uma coleira aos olhos do seu Mestre ou Mestra. Embora nem todo escravo utilize uma coleira física, outras joias podem ser adotadas como símbolo de sua dedicação e servidão ao Mestre/Mestra.
Espera-se que um escravo que cumpra a duração do tempo de serviço negociado seja liberado, salvo se uma nova duração for acordada. Em uma relação consensual Mestre/escravo ou Dominante/submisso, o escravo pode retirar seu consentimento a qualquer momento, anulando, assim, a relação de escravidão.